# Gyrinus substriatus
Gyrinus substriatus là một loài bọ cánh cứng bản địa của châu Âu, Cận Đông, và Bắc Phi. Ở châu Âu, it is only được tìm thấy ở Áo, Belarus, Bỉ, Bosna và Hercegovina, Britain và Ireland, Bulgaria, Croatia, Cộng hòa Séc, mainland Đan Mạch, Estonia, Phần Lan, Chính quốc Pháp, Đức, mainland Hy Lạp, Hungary, Chính quốc Ý, Liechtenstein, the Cộng hòa Macedonia, mainland Na Uy, Ba Lan, Chính quốc Bồ Đào Nha, Nga, Slovakia, Slovenia, Chính quốc Tây Ban Nha, Thuỵ Điển, Thụy Sĩ, Hà Lan, Ukraina và Nam Tư.

## Hình ảnh

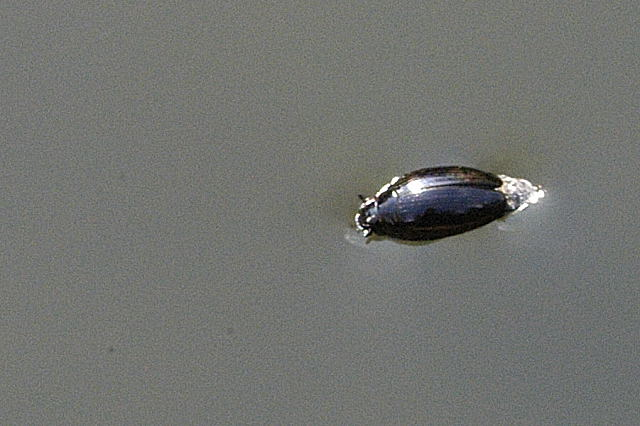
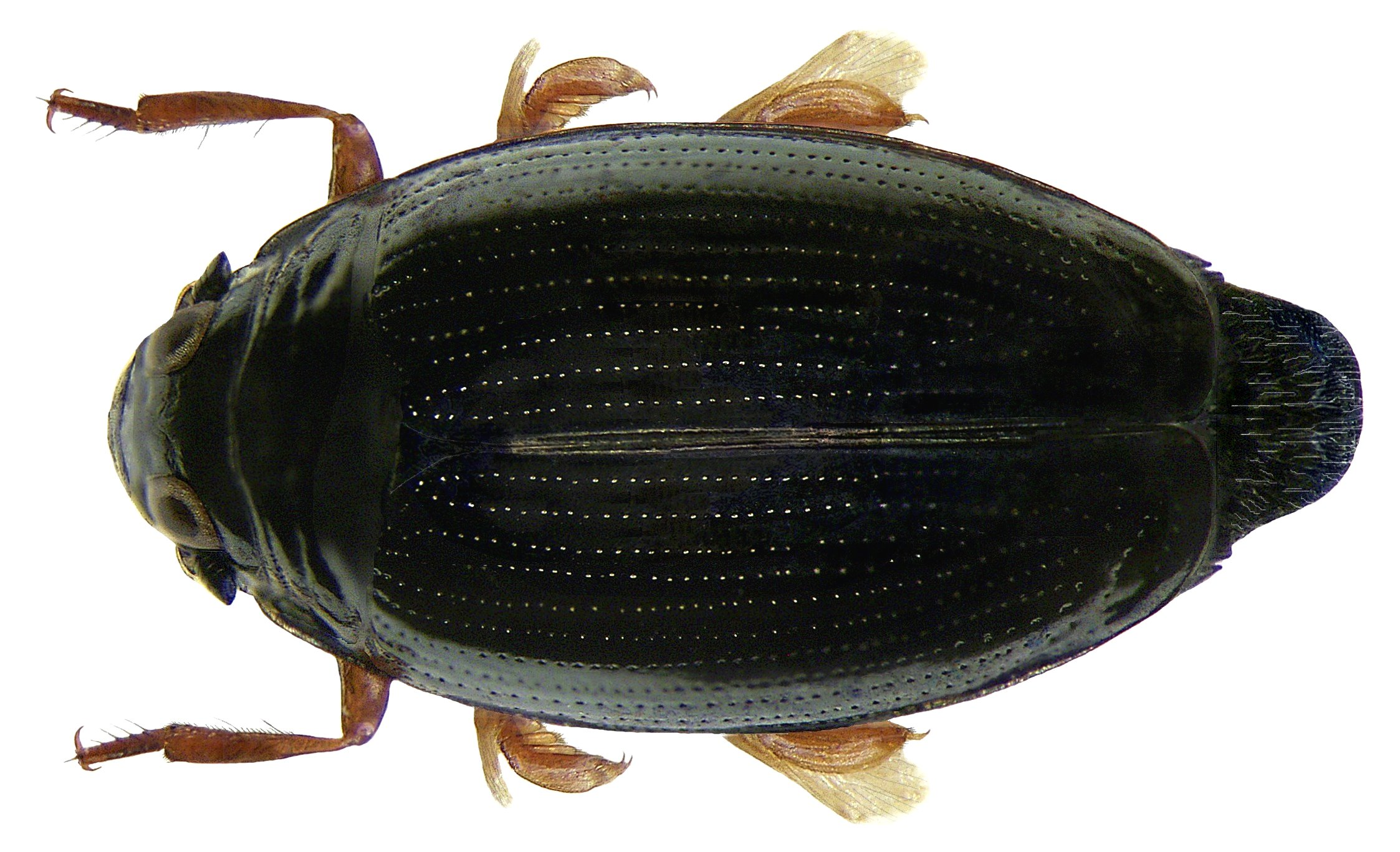